# Baai van Ceuta

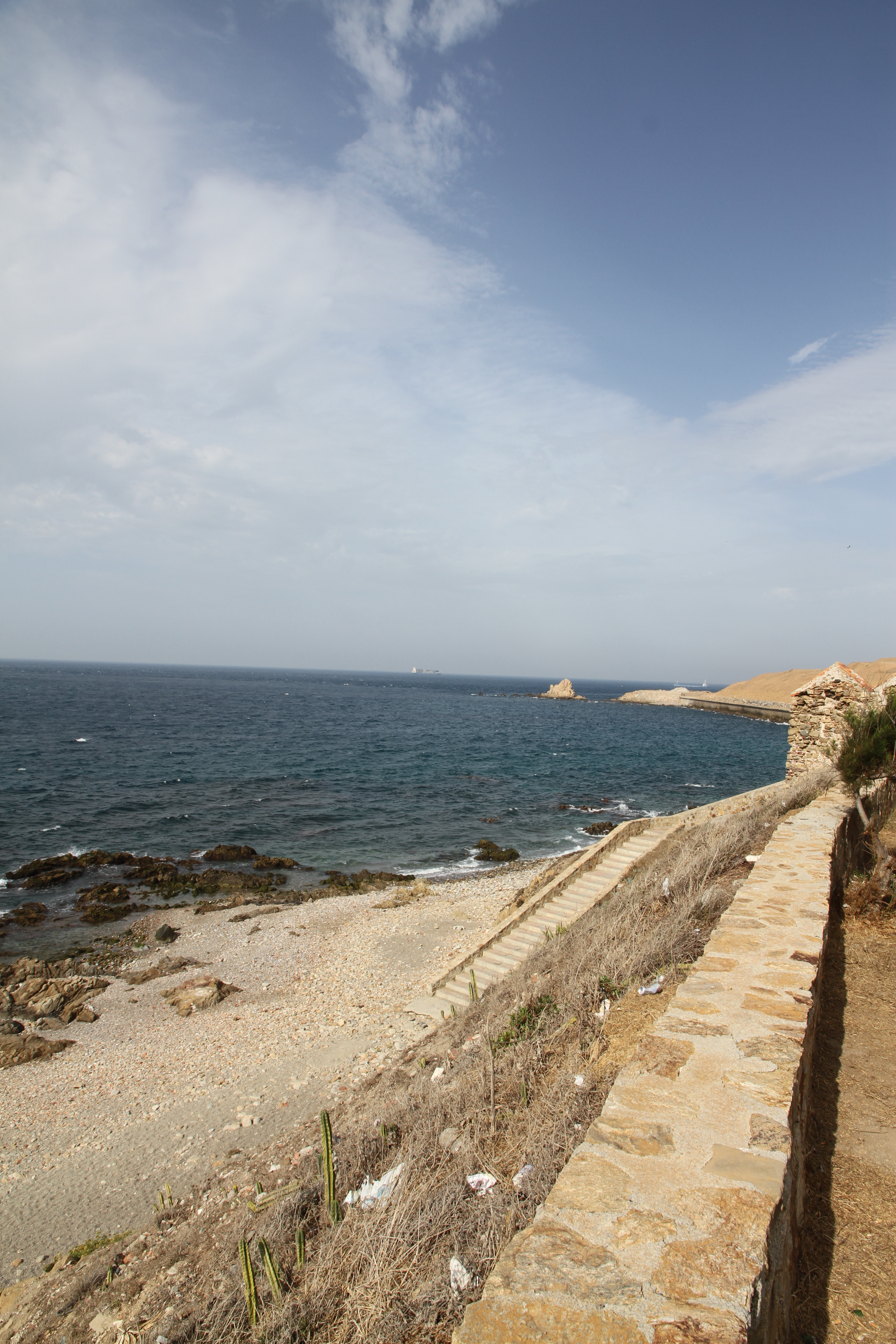
Uitzicht op de Baai van Ceuta.

De Baai van Ceuta is een baai aan de Afrikaanse kust van de Straat van Gibraltar. Het beslaat het grootste deel van de noordkust van de Spaanse autonome stad Ceuta. Het strekt zich uit van Punta Blanca in het westen tot Isla de Santa Catalina, voor de kust van het schiereiland Almina in het oosten, een afstand van acht kilometer. De haven van Ceuta ligt aan de baai.